# Warren Low
Warren Low (* 12. August 1905 in Pittsburgh; † 27. Juli 1989 in Woodland Hills) war ein US-amerikanischer Filmeditor.

## Leben und Wirken
Low wirkte bereits im Alter von 14 Jahren als Kleindarsteller in Kinoproduktionen mit und arbeitete bis 1924 in verschiedenen Filmlaboren. Danach war er bis 1928 als US-Marine in Südostasien stationiert. Nach seiner Rückkehr erhielt er eine Anstellung in der Schnittabteilung von Warner Bros. Als Schnittassistent arbeitete er unter Ralph Dawsons Leitung an Ein Sommernachtstraum mit und wurde danach von William Dieterle engagiert, um den Schnitt bei etlichen seiner Filme zu besorgen.
1942 wurde er zum Kriegsdienst einberufen. Nach seiner Rückkehr im Jahr 1946 wurde Low von Hal B. Wallis engagiert und schnitt einen Großteil der von ihm produzierten Filme.
In seiner mehr als 30 Jahre andauernden Karriere wirkte er bei über 80 Filmproduktionen mit und wurde insgesamt viermal für den Oscar nominiert. 1989 erhielt er für sein Lebenswerk den Career Achievement Award der American Cinema Editors.

## Filmografie (Auswahl)
- 1936: The White Angel
- 1936: Isle of Fury
- 1937: Ordnung ist das halbe Leben (The Great O’Malley)
- 1937: Das Leben des Emile Zola (The Life of Emile Zola)
- 1937: The Great Garrick
- 1938: Jezebel – Die boshafte Lady (Jezebel)
- 1938: Das Doppelleben des Dr. Clitterhouse (The Amazing Dr. Clitterhouse)
- 1938: Drei Schwestern aus Montana (The Sisters)
- 1940: Paul Ehrlich – Ein Leben für die Forschung (The Magic Bullet)
- 1940: Das Geheimnis von Malampur (The Letter)
- 1940: Ein Mann mit Phantasie (A Dispatch from Reuters)
- 1940: Hölle, wo ist dein Sieg (All This, and Heaven Too)
- 1941: Ufer im Nebel (Out of the Fog)
- 1941: Mit einem Fuß im Himmel (One Foot in Heaven)
- 1942: Reise aus der Vergangenheit (Now, Voyager)
- 1943: Der Pilot und die Prinzessin (Princess O’Rourke)
- 1947: Desert Fury – Liebe gewinnt (Desert Fury)
- 1948: Du lebst noch 105 Minuten (Sorry, Wrong Number)
- 1949: Frau in Notwehr (The Accused)
- 1949: Blutige Diamanten (Rope of Sand)
- 1950: Stadt im Dunkel (Dark City)
- 1950: Strafsache Thelma Jordon (The File on Thelma Jordon)
- 1950: Liebesrausch auf Capri (September Affair)
- 1950: Irma, das unmögliche Mädchen (My Friend Irma Goes West)
- 1951: Peking-Expreß (Peking Express)
- 1951: Der Prügelknabe (The Stooge)
- 1952: Die Hölle der roten Berge (Red Mountain)
- 1952: Kehr zurück, kleine Sheba (Come Back, Little Sheba)
- 1953: Der tollkühne Jockey (Money from Home)
- 1953: Der Tolpatsch (The Caddy)
- 1953: Die letzte Patrouille (Cease Fire!)
- 1953: Starr vor Angst (Scared Stiff )
- 1955: Die tätowierte Rose (The Rose Tattoo)
- 1955: Böse Saat (The Bad Seed)
- 1956: Der Regenmacher (The Rainmaker)
- 1957: Wild ist der Wind (Wild Is the Wind)
- 1957: Zwei rechnen ab (Gunfight at the O.K. Corral)
- 1958: Der letzte Zug von Gun Hill (Last Train from Gun Hill)
- 1958: Mein Leben ist der Rhythmus (King Creole)
- 1959: Keiner verlässt das Schiff! (Don’t Give Up the Ship)
- 1959: Viele sind berufen (Career)
- 1960: Café Europa (G.I. Blues)
- 1961: Sommer und Rauch (Summer and Smoke)
- 1962: Das Mädchen Tamiko (A Girl Named Tamiko)
- 1963: Ach Liebling… nicht hier! (Wives and Lovers)
- 1964: König der heißen Rhythmen (Roustabout)
- 1965: Die vier Söhne der Katie Elder (The Sons of Katie Elder)
- 1965: Boeing-Boeing
- 1966: Südsee-Paradies (Paradise, Hawaiian Style)
- 1967: O Vater, armer Vater, Mutter hängt dich in den Schrank und ich bin ganz krank (Oh Dad, Poor Dad, Mamma's Hung You in the Closet and I'm Feelin' So Sad)
- 1968: Todfeinde (5 Card Stud)
- 1968: Der Verwegene (Will Penny)
- 1969: Der Marshal (True Grit)
- 1969: Krakatoa – Das größte Abenteuer des letzten Jahrhunderts (Krakatoa, East of Java)
- 1971: Willard